# 约翰·亨廷顿
约翰·P·亨廷顿（英語：John P. Huntington，1832年3月8日—1893年1月10日），是美国的企业家与慈善家。曾与约翰·戴维森·洛克菲勒的标准石油保持合作关系，他在克利夫兰的石油公司在当地非常有名。除了参加慈善活动外，他的一部分遗产由他的继承人亨曼·赫尔布特及霍拉斯·凯利一起投资了1913年克利夫蘭藝術博物館的建设。

## 生平
约翰·亨廷顿于1832年3月8日生于英格兰普雷斯顿。他的父亲休·亨廷顿（Hugh Huntington）是普雷斯顿一所学校的数学教授。约翰及他的妻子简·贝克（Jane Beck）于1852举办婚礼，随后一同移民到俄亥俄州的克利夫兰。他曾于1863年受雇于Clark, Payne & Co.的煉油廠公司。直到1870年该公司被标准石油收购。他曾申请多项专利来改进熔炉、炼油设施以及提高生产石油效率工具。
亨廷顿还积极参与克利夫兰的相关市政事务，并曾担任克利夫兰市议会议员长达十三年（就任于1862年）。在他担任市议员期间，他曾提议建立公立消防部门，建设城市下水道系统，加深凱霍加河的引水渠以及建设高架桥（于1920年底特律-上桥开通后暂停使用）。

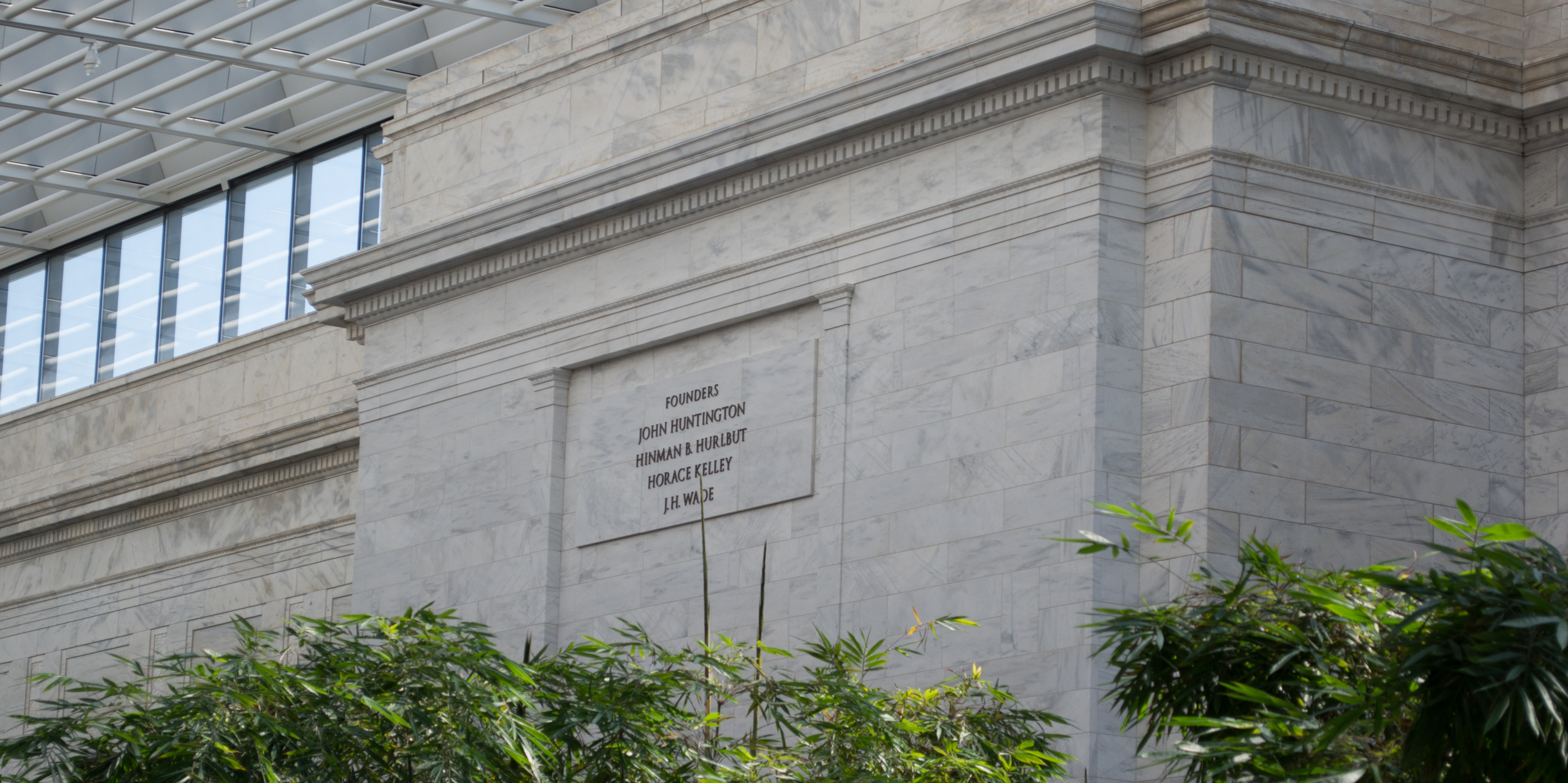
克利夫蘭藝術博物館

约翰·亨廷顿热衷于郵票研究。在他在欧洲独自旅行期间并与第二任妻子玛丽埃特·古德温（Mariette L. Goodwin）结婚后（1882年第一任妻子辞世后），他把兴趣焦点转向了收藏艺术品。1889年他57岁生日后，他成立了约翰·亨廷顿慈善信托资金会（John Huntington Benevolent Trust）。该基金会向40多个文化机构和教育机构提供了大量捐助。 
在他1889年留下的遺囑中，约翰·亨廷顿要求用他的一部分遗产成立约翰·亨廷顿艺术与理工学院信托基金会（John Huntington Art and Polytechnic Trust），该基金会旨在投资建立画廊、博物馆以及免费的理工夜校。遗嘱中他还选择了亨利·克莱·兰妮（Henry Clay Ranney）、海因曼·赫尔布特以及霍拉斯·凯利作为他房产的继承人。亨利·兰妮将她在遗嘱中获得的房产改造成了克利夫蘭藝術博物館。不仅如此，亨廷顿还是几个兄弟同盟会的成员。他是第32届受到过苏格兰礼的共济会成员，并是Independent Order of Odd Fellows以及Knights of Pythias的成员之一。
简·贝克和约翰·亨廷顿曾一共抚养了五个孩子直到他们成年，其中包括他的儿子，羅藍縣著名企业家W·R·亨廷顿。约翰·亨廷顿以及他的家人都是美国圣公会的成员。他在伊利湖拥有一个业余农场。在那他建造了一个房子、一个由泵驱动的灌溉系统以及一座水塔。约翰·亨廷顿去世后，克利夫兰都会公园系统公司收购了他部分位于湖畔的房产并命名为亨延顿保护区（Huntington Reservation）来纪念他。他最终被埋葬于普雷斯顿的湖景公墓。